# Antoine Hey
Antoine Hey (Berlim Ocidental, 19 de setembro de 1970) é um ex-futebolista e treinador de futebol alemão que jogava como meio-campista. Atualmente, comanda a Seleção Myanmar.

## Carreira
Em 15 anos como jogador, Hey fez sucesso em 2 clubes: o Fortuna Düsseldorf, onde jogou 83 partidas e marcou 8 gols, e o Fortuna Köln, pelo qual atuou em 94 partidas, com 16 gols marcados. Defendeu ainda Grasshopper, Schalke 04, Tennis Borussia Berlin (por empréstimo), Birmingham City, VfL Osnabrück, Anorthosis Famagusta, Bristol City e VfR Neumünster, onde também acumulou a função de treinador antes de encerrar a carreira em 2004.

## Treinador
Pouco depois de sua aposentadoria como jogador, Hey foi contratado para treinar a Seleção do Lesoto, cargo que exerceu até 2006. Sua carreira como técnico é baseada no futebol africano, passando pelas seleções de Gâmbia (2006-07), Libéria (2008-09) e Quênia (2009), além do clube tunisiano US Monastir (2007).
Depois de 8 anos longe do futebol, retomou a carreira em março de 2017, assinando contrato para ser o novo treinador da Seleção Ruandesa, substituindo o norte-irlandês Johnny McKinstry (Gilbert Kanyankore e Jimmy Mulisa exerceram o cargo interinamente por 1 ano).